# Ác

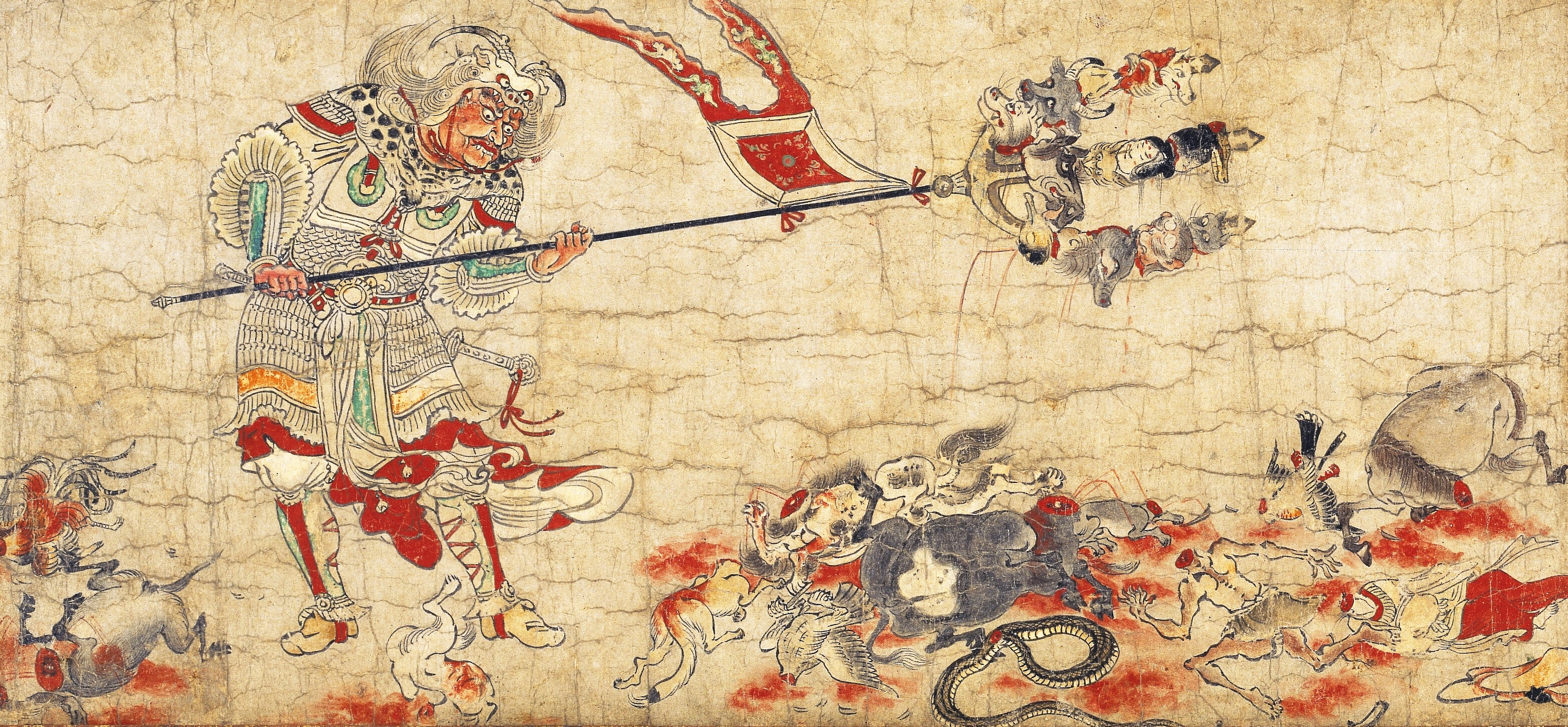
Một trong năm bức tranh về Hủy diệt Ác ma miêu tả Sendan Kendatsuba, một trong tám người bảo vệ luật Phật giáo, xua đuổi cái ác.

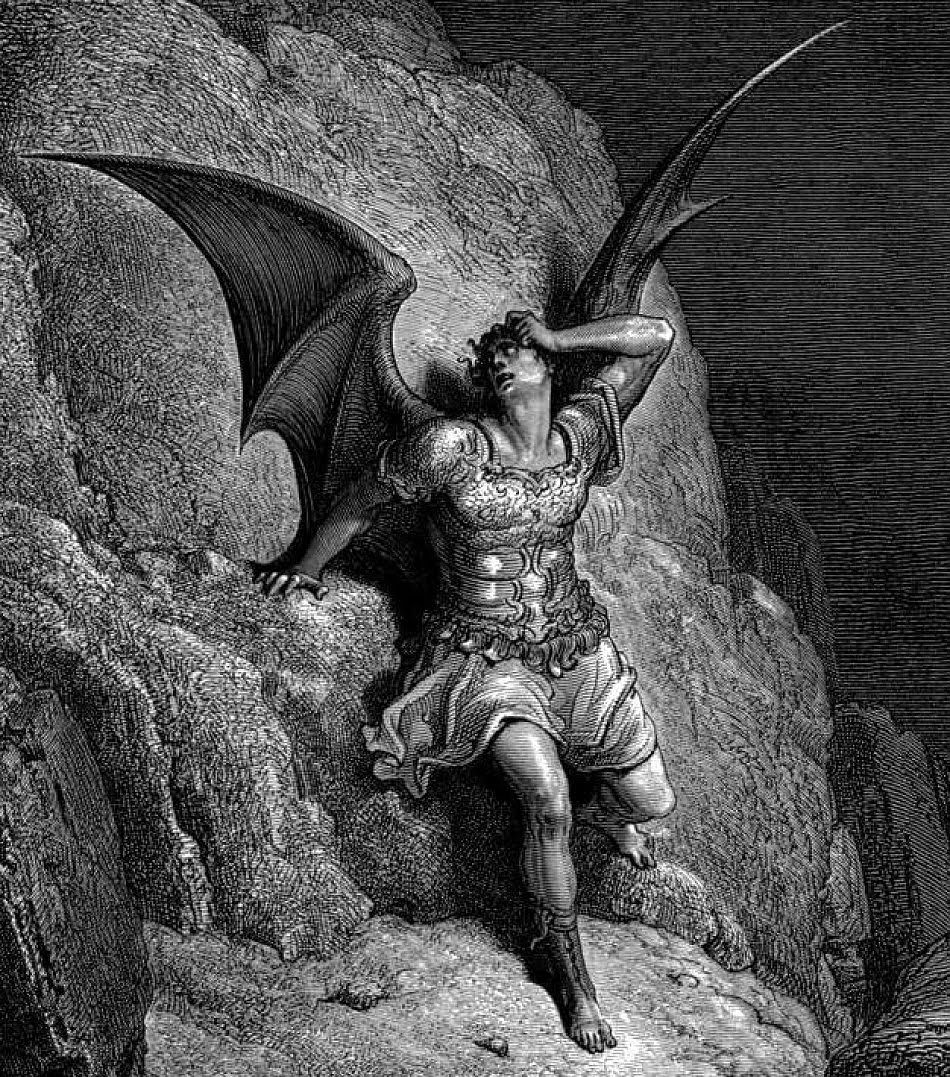
Satan là hiện thân của cái ác, tham nhũng và cám dỗ trong niềm tin của Do Thái-Kitô giáo.

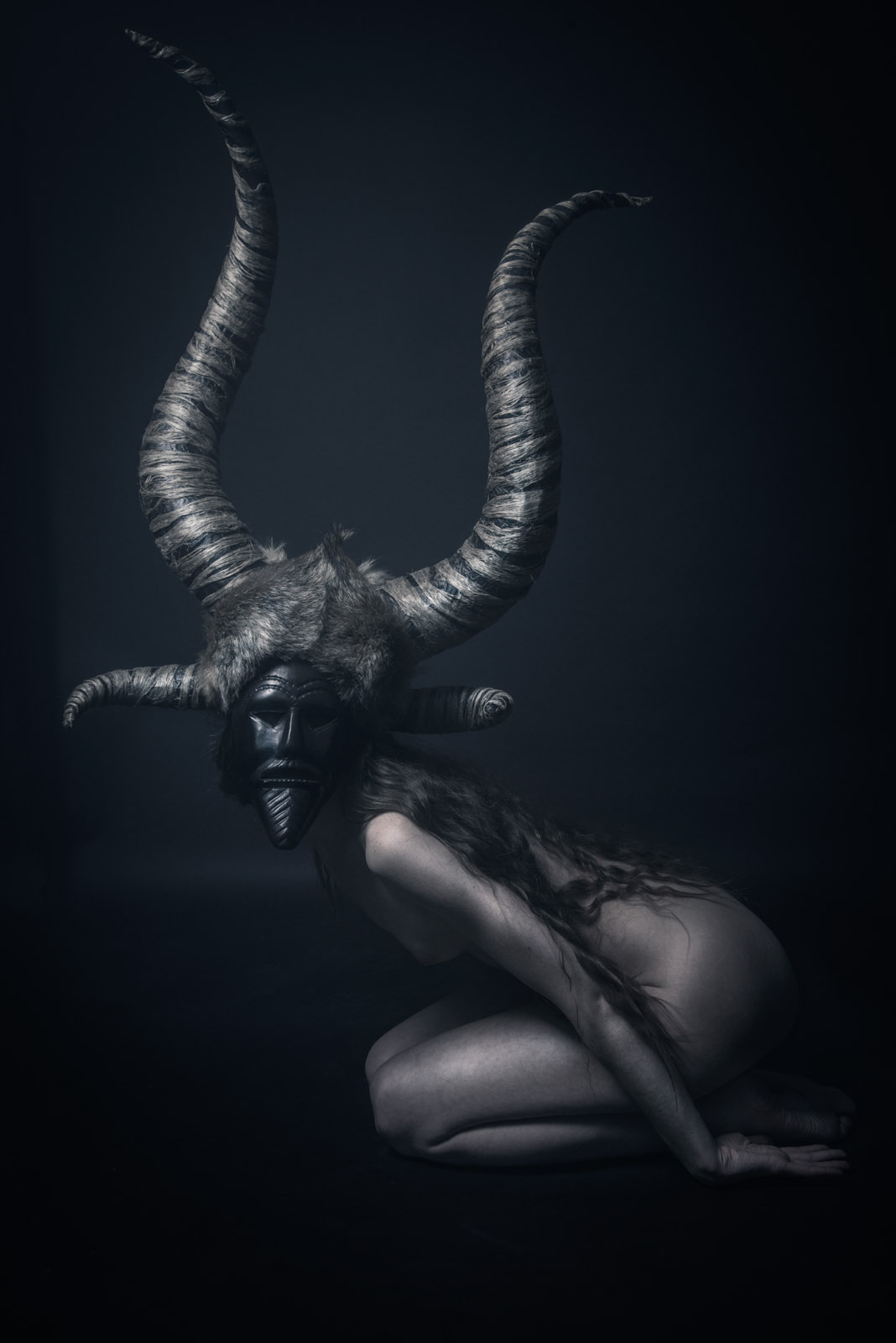
Hình tượng cái ác

Ác, theo một nghĩa chung, là sự phủ định, đối lập hoặc không có cái thiện. Nó có thể là một khái niệm cực kỳ rộng, mặc dù trong sử dụng hàng ngày thường được sử dụng hẹp hơn để biểu thị sự xấu xa sâu sắc. Cái ác thường được coi là có nhiều hình thức có thể, chẳng hạn như hình thức xấu xa đạo đức cá nhân thường được liên kết với từ này, hoặc cái xấu tự nhiên không nhân cách (như trong trường hợp thiên tai hoặc bệnh tật), và trong tư tưởng tôn giáo, hình thức của ma quỷ hoặc loài vật siêu nhiên/vĩnh cửu.
Cái ác có thể biểu thị sự vô đạo đức sâu sắc, nhưng thường không phải không có cơ sở trong sự hiểu biết về tình trạng của con người, nơi xung đột và đau khổ (xem Ấn Độ giáo) là nguồn gốc thực sự của cái ác. Trong một số bối cảnh tôn giáo nhất định, cái ác đã được mô tả như một lực lượng siêu nhiên. Có các định nghĩa khác nhau về cái ác và việc phân tích động cơ của nó. Yếu tố mà thường liên kết với các hình thức cá nhân của cái ác liên quan đến các hình thức hành vi mất cân bằng như sự tức giận, trả thù, sợ hãi, hận thù, chấn thương tâm lý, ích kỷ, thiếu hiểu biết, phá hoại hoặc bỏ mặc.
Cái ác đôi khi được coi là đối kháng nhị nguyên đối với cái thiện, trong đó cái thiện nên chiến thắng và cái ác nên bị đánh bại. Trong các nền văn hóa có ảnh hưởng tâm linh Phật giáo, cả thiện và ác đều được coi là một phần của tính đối ngẫu mà chính nó phải được khắc phục thông qua việc đạt được Niết bàn. Các câu hỏi triết học liên quan đến thiện và ác được đặt vào ba lĩnh vực nghiên cứu chính: Siêu đạo đức liên quan đến bản chất của thiện và ác, đạo đức chuẩn mực liên quan đến cách chúng ta nên cư xử và đạo đức ứng dụng liên quan đến các vấn đề đạo đức cụ thể. Trong khi thuật ngữ này được áp dụng cho các sự kiện và điều kiện mà không nhắc đến tác nhân thực hiện, các hình thức về cái ác được đề cập trong bài viết này giả định là do con người làm.
Một số tôn giáo và triết học phủ nhận sự tồn tại và hữu ích của cái ác trong việc mô tả con người.

## Triết lý đạo đức Trung Quốc
Chính: Đạo đức Nho giáo, Nho giáo và Đạo đức Đạo giáo
Cũng như Phật giáo, trong Nho giáo hay Đạo giáo không có sự tương đồng trực tiếp với cách thiện và ác là đối lập mặc dù tham chiếu đến ảnh hưởng ma quỷ là phổ biến trong tôn giáo dân gian Trung Quốc. Mối quan tâm hàng đầu của Nho giáo là với các mối quan hệ xã hội chính xác và hành vi phù hợp với người đàn ông có học hoặc ở tầng cao trong xã hội. Như vậy cái ác sẽ tương ứng với hành vi sai trái. Nó có ít ảnh hưởng trong Đạo giáo, mặc dù là trung tâm của thuyết nhị nguyên trong hệ thống đó, nhưng ngược lại với các đức tính chính của Đạo giáo, lòng từ bi, trung dung và khiêm tốn có thể được suy ra là tương tự cái ác trong cùng hệ thống.

## Tôn giáo

### Vấn đề của cái ác và nguồn gốc của nó
Hầu hết các tôn giáo độc thần đều cho rằng Thiên Chúa độc thần là toàn năng, hiểu biết và hoàn toàn tốt. Vấn đề của cái ác đặt câu hỏi làm thế nào mâu thuẫn rõ ràng của các tính chất này và sự tồn tại quan sát được của cái ác trên thế giới có thể được giải quyết. Các học giả đã kiểm tra câu hỏi về sự đau khổ gây ra bởi cả ở người và động vật, sự đau khổ do thiên nhiên gây ra (như bão và bệnh tật). Những tôn giáo này có xu hướng quy kết nguồn gốc của cái ác đối với một thứ khác ngoài Thiên Chúa, chẳng hạn như ma quỷ hoặc sự bất tuân của con người.
Các tôn giáo đa thần và phi thần học không có mâu thuẫn rõ ràng như vậy, nhưng nhiều tôn giáo tìm cách giải thích hoặc xác định nguồn gốc của tội ác hoặc đau khổ. Chúng bao gồm các khái niệm về cái ác như một lực cân bằng hoặc cho phép cần thiết, hậu quả của những việc làm trong quá khứ (nghiệp) hoặc như một ảo ảnh, có thể được tạo ra bởi sự thiếu hiểu biết hoặc không đạt được giác ngộ.
Chủ nghĩa vô thần phi tôn giáo nói chung chấp nhận các hành động xấu xa như một đặc điểm của hành động con người phát sinh từ bộ não thông minh được hình thành bởi sự tiến hóa và việc đau khổ do tự nhiên là kết quả của một hệ thống tự nhiên phức tạp chỉ đơn giản là tuân theo các quy luật vật lý.

### Đức tin Baha'i
Tín ngưỡng Bahá'í khẳng định rằng cái ác là không tồn tại và đó là một khái niệm phản ánh sự thiếu hụt của cái thiện, cũng như lạnh là trạng thái không có nhiệt, bóng tối là trạng thái không có ánh sáng, quên lãng là do thiếu trí nhớ, ngu dốt là do thiếu hiểu biết kiến thức. Tất cả những điều này là tình trạng thiếu hụt và không có sự tồn tại thực sự.
Như vậy, cái ác không tồn tại và có liên quan đến con người. `Abdu'l-Bahá, con trai của người sáng lập tôn giáo, trong một số câu hỏi được trả lời nêu rõ:
"Tuy nhiên, một nghi ngờ xảy ra với tâm trí, đó là, bọ cạp và rắn là có độc. Chúng là thiện hay ác, vì chúng cũng là những sinh mệnh hiện hữu? Vâng, một con bọ cạp là xấu xa trong mối quan hệ với con người; một con rắn là xấu xa trong mối quan hệ với con người; nhưng liên quan đến bản thân chúng thì chúng không phải là ác, vì chất độc của chúng là vũ khí của chúng, và với những cú cắn hay chích của chúng, chúng đơn giản chỉ tự vệ. " 
Do đó, cái ác là một khái niệm trí tuệ hơn là một thực tế thực sự. Vì Thiên Chúa là thiện, và khi tạo ra muôn loài, Chúa đã xác nhận điều đó bằng cách nói rằng đó là Thiện (Sáng thế ký 1:31), điều ác không thể tồn tại.

### Tôn giáo Ai Cập cổ đại
Cái ác trong tôn giáo của Ai Cập cổ đại được gọi là Isfet, "rối loạn / bạo lực". Nó trái ngược với Maat, "trật tự", và được thể hiện bởi thần rắn Apep, người thường xuyên cố gắng giết chết thần Mặt Trời Ra và bị gần như mọi vị thần khác chặn lại. Isfet không phải là một lực lượng nguyên thủy, là là hậu quả của ý chí tự do và cuộc đấu tranh của một cá nhân chống lại sự không tồn tại được Apep thể hiện, bằng chứng là nó được sinh ra từ dây rốn của Ra thay vì được ghi lại trong các huyền thoại sáng tạo của tôn giáo.

### Phật giáo
Chính: Đạo đức Phật giáo

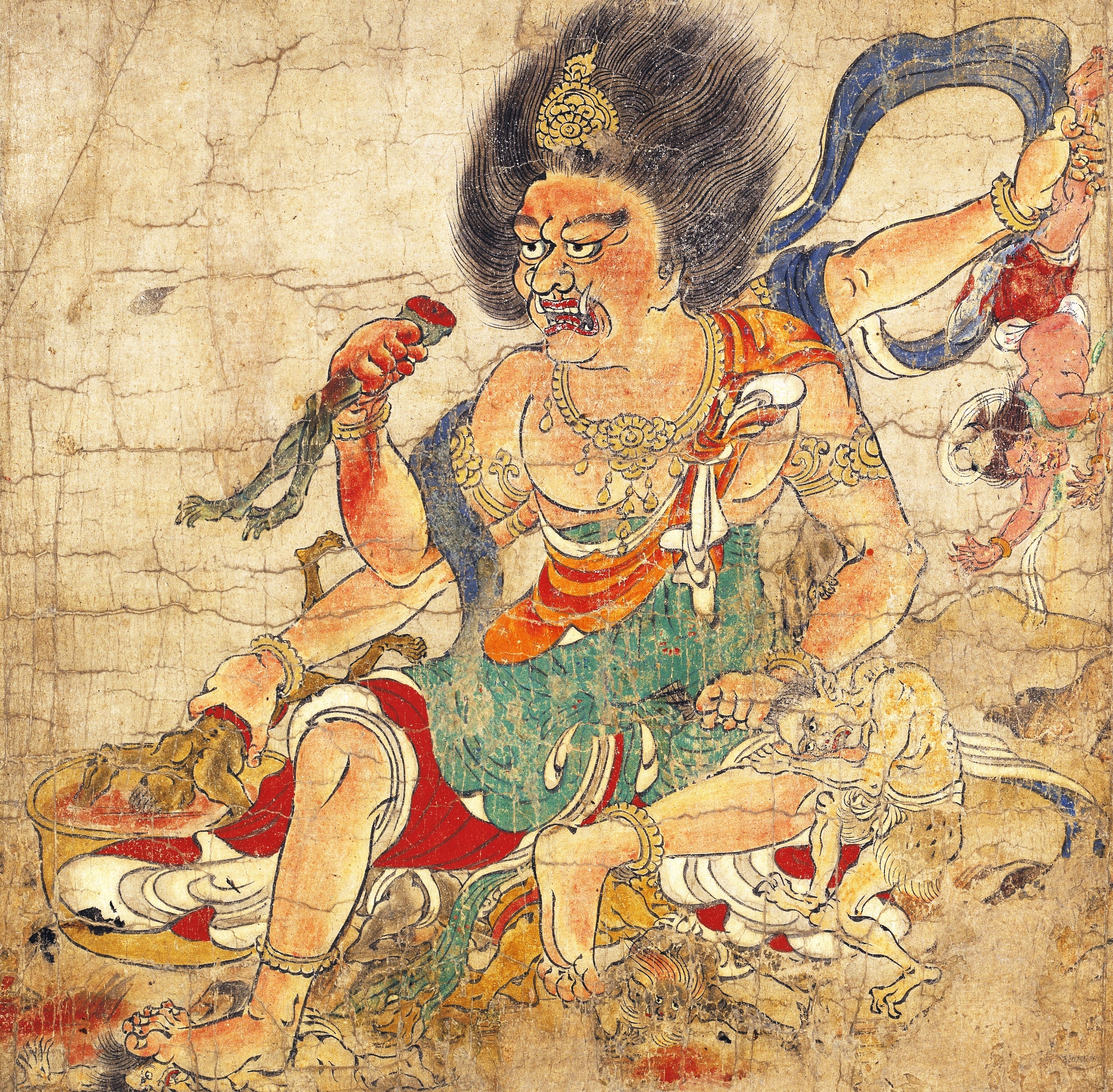
Tiêu diệt tà ác, Thần trừng phạt trên trời, từ truyền thống âm dương của Trung Quốc. Cuối thời Heian (Nhật Bản thế kỷ 12)

Nhị nguyên nguyên thủy trong Phật giáo nằm giữa đau khổ và giác ngộ, do đó sự phân chia thiện và ác không có sự tương đồng trực tiếp trong đó. Người ta có thể suy luận từ những lời dạy chung của Đức Phật rằng các nguyên nhân gây đau khổ được liệt kê là những quan niệm của tôn giáo này đối với cái ác.
Thực tế điều này có thể đề cập đến 1) ba cảm xúc tham, sân si; và 2) biểu hiện của họ trong các hành động thể chất và lời nói. Cụ thể, cái ác có nghĩa là bất cứ điều gì gây hại hoặc cản trở các nguyên nhân cho hạnh phúc trong cuộc sống này, một tái sinh tốt hơn, giải thoát khỏi luân hồi và sự giác ngộ thực sự và hoàn toàn của một vị phật (samyaksambodhi).
"Cái gì là xấu xa? Giết chóc là xấu xa, dối trá là xấu xa, vu khống là xấu xa, lạm dụng là xấu xa, buôn chuyện là xấu xa: ghen tị là xấu xa, hận thù là xấu xa, bám vào suy nghĩ sai lầm là xấu xa; tất cả những điều này là xấu xa Và căn nguyên của cái ác là gì? Ham muốn là gốc rễ của tội ác, ảo tưởng là gốc rễ của tội ác. " Gautama Siddhartha, người sáng lập Phật giáo, 563-483 trước Công nguyên.

### Ấn Độ giáo
Trong Ấn Độ giáo, khái niệm Pháp hay chính nghĩa rõ ràng phân chia thế giới thành thiện và ác, và giải thích rõ ràng rằng đôi khi các cuộc chiến phải được tiến hành để thiết lập và bảo vệ Pháp, cuộc chiến này được gọi là Dharmayuddha. Sự phân chia thiện và ác này có tầm quan trọng lớn trong cả sử thi Ấn Độ giáo của Ramayana và Mahabharata. Sự nhấn mạnh chính trong Ấn Độ giáo là hành động xấu, chứ không phải là người xấu. Kinh thánh Hindu, Bhagavad Gita, nói về sự cân bằng của thiện và ác. Khi sự cân bằng này mất đi, các hóa thân siêu phàm sẽ đến để giúp khôi phục lại sự cân bằng này. 

### Đạo Sikh
Tuân thủ nguyên tắc cốt lõi của sự tiến hóa tâm linh, ý tưởng của người Sikh về những thay đổi xấu xa tùy thuộc vào vị trí của một người trên con đường giải thoát. Ở giai đoạn đầu của sự tăng trưởng tâm linh, thiện và ác có vẻ tách biệt gọn gàng. Một khi tinh thần của một người tiến hóa đến mức nhìn thấy rõ nhất, ý tưởng về cái ác biến mất và sự thật được tiết lộ. Trong các tác phẩm của mình, Đạo sư Arjan giải thích rằng, bởi vì Thiên Chúa là nguồn gốc của vạn vật, những gì chúng ta tin là xấu xa cũng phải đến từ Thiên Chúa. Và bởi vì Thiên Chúa cuối cùng là một nguồn của sự tốt lành tuyệt đối, không có gì thực sự xấu xa có thể bắt nguồn từ Thiên Chúa.
Tuy nhiên, đạo Sikh, giống như nhiều tôn giáo khác, kết hợp một danh sách "tệ nạn" từ đó phát sinh đau khổ, tham nhũng và tiêu cực. Chúng được gọi là Năm tên trộm, được gọi như vậy do xu hướng của chúng để che mờ tâm trí và dẫn đến một sự lạc lối không có được hành động ngay chính. Đó là:
- Moh, hoặc Si
- Thùy hay Tham
- Karodh, hay Sân
- Kaam, hoặc Sắc
- Ahankar, hay Ích kỷ

Một người chịu thua trước những cám dỗ của Năm tên trộm được gọi là " Manmukh ", là một người sống ích kỷ và không có đức hạnh. Ngược lại, " Gurmukh, người phát triển trong sự tôn kính đối với kiến thức thiêng liêng, đã vượt lên trên sự thông qua việc thực hành các đức tính cao của đạo Sikh. Đó là:
- Sewa, hoặc giúp đỡ vị tha cho người khác.
- Nam Simran, hay thiền theo đấng thiêng liêng.

### Đạo Hồi
Không có khái niệm về cái ác tuyệt đối trong Hồi giáo, như một nguyên tắc phổ quát cơ bản độc lập và bình đẳng với cái thiện theo nghĩa nhị nguyên. Mặc dù Kinh Qur'an đề cập đến cây cấm trong Kinh thánh, nhưng nó không bao giờ gọi nó là ' cây kiến thức về thiện và ác '. Trong Hồi giáo, điều được coi là cần thiết để tin rằng tất cả đều đến từ Thiên Chúa, cho dù nó được coi là tốt hay xấu bởi các cá nhân; và những thứ được coi là xấu hay ác là những sự kiện tự nhiên (thiên tai hoặc bệnh tật) hoặc do ý chí tự do của con người gây ra. Hơn nữa, hành vi của những sinh vật có ý chí tự do, sau đó họ không tuân theo mệnh lệnh của Chúa, làm hại người khác hoặc đặt mình lên trên Chúa hoặc người khác, bị coi là ác. Cái ác không nhất thiết phải coi cái ác là một phạm trù bản thể hay đạo đức, mà thường gây hại hoặc là ý định và hậu quả của một hành động, mà còn là những hành động bất chính. Những hành động không hiệu quả hoặc những người không tạo ra lợi ích cũng bị coi là điều ác.
Một sự hiểu biết điển hình về cái ác được phản ánh bởi người sáng lập Al-Ash`ari của Asharism. Theo đó, cái gì đủ điều kiện là cái ác phụ thuộc vào hoàn cảnh của người quan sát. Một sự kiện hoặc một hành động tự nó là trung lập, nhưng nó nhận được phẩm chất của Thiên Chúa. Vì Thiên Chúa là toàn năng và không có gì có thể tồn tại ngoài quyền lực của Thiên Chúa, nên Thiên Chúa sẽ xác định, liệu có điều gì là ác hay không.

### Do Thái giáo
Trong Do Thái giáo, cái ác là không thực tế, nó là không nằm trong sự sáng tạo của Thiên Chúa, nhưng tồn tại thông qua những hành động xấu của con người. Con người chịu trách nhiệm cho sự lựa chọn của họ, và vì vậy có ý chí tự do lựa chọn điều tốt (cuộc sống ở olam haba) hoặc xấu (cái chết trên thiên đường). (Đệ Nhị Luật 28:20) Do Thái giáo nhấn mạnh sự vâng phục Thiên Chúa 613 điều răn của Người viết Torah (xem thêm Tanakh) và Luật tôn giáo Do Thái trình bày trong Torah Oral và Shulchan Aruch (xem thêm Mishnah và Talmud). Trong Do Thái giáo, không có thành kiến nào về việc người ta là thiện hay ác khi sinh ra, vì trách nhiệm hoàn toàn thuộc về Bar và Bat Mitzvah, khi các cậu bé Do Thái lên 13, và các cô gái đạt 12 tuổi.

### Kitô giáo

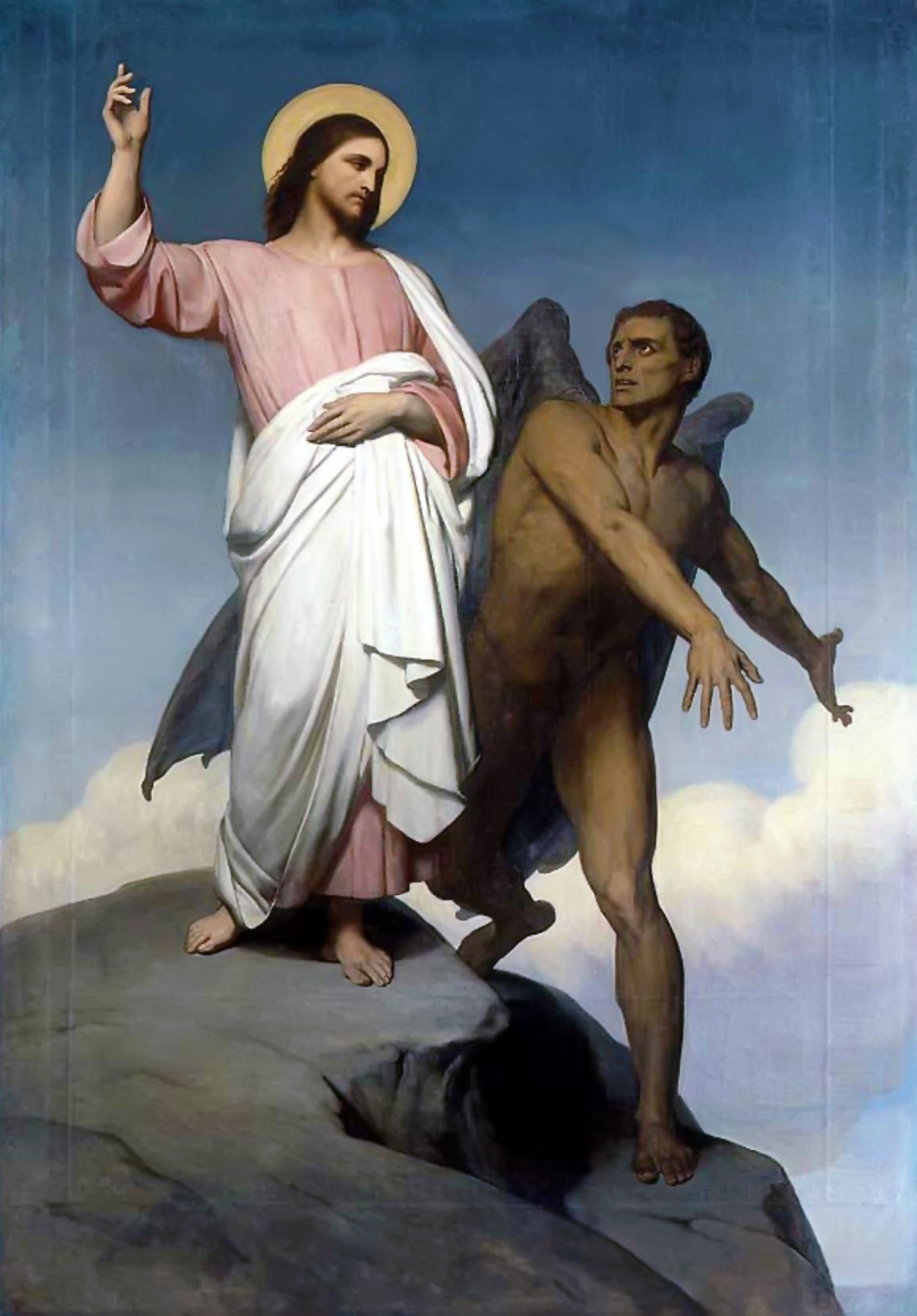
Ma quỷ, trái ngược với ý muốn của Thiên Chúa, đại diện cho cái ác và cám dỗ Chúa Kitô, sự nhân cách hóa tính cách và ý chí của Thiên Chúa. Ary Scheffer, 1854.

Cái ác theo một thế giới quan Kitô giáo là bất kỳ hành động, suy nghĩ hoặc thái độ nào trái với tính cách hoặc ý muốn của Thiên Chúa. Điều này được thể hiện qua luật được đưa ra trong cả Cựu Ước và Tân Ước. Không có hành động đạo đức nào được đưa ra trong Kinh Thánh trái với tính cách của Chúa hoặc ý muốn của Chúa.  Do đó, cái ác trong thế giới quan Kitô giáo là trái ngược với và mâu thuẫn với tính cách của Chúa hoặc ý muốn của Chúa. Cái ác này thể hiện chính nó thông qua sự sai lệch khỏi tính cách hoặc ý muốn của Thiên Chúa.

## Tâm lý

### Carl Jung
Carl Jung, trong cuốn sách Trả lời công việc và những nơi khác, đã miêu tả cái ác là mặt tối của Thiên Chúa.  Mọi người có xu hướng tin rằng cái ác là một cái gì đó bên ngoài đối với họ, bởi vì họ chiếu bóng của họ lên người khác. Jung giải thích câu chuyện về Chúa Giêsu như một câu chuyện về Thiên Chúa đối diện với cái bóng của chính mình.
Mặc dù cuốn sách có thể ra đời đột ngột, thời gian mang thai của nó trong vô thức của Jung vẫn còn dài. Chủ đề của Thiên Chúa, và những gì Jung xem là mặt tối của Thiên Chúa, là mối bận tâm suốt đời. Một cuộc đấu tranh về mặt cảm xúc và lý thuyết với bản chất cốt lõi của thần được thể hiện rõ trong những tưởng tượng và giấc mơ sớm nhất của Jung, cũng như trong các mối quan hệ phức tạp của anh với cha mình (một mục sư truyền thống), mẹ anh (người có chiều hướng tâm linh huyền bí mạnh mẽ), và chính nhà thờ Cơ đốc giáo. Jung kể về thời thơ ấu của mình trong cuốn tự truyện gần đây, Hồi ức, Giấc mơ, Suy tư (New York: Vintage, 1963), cung cấp nền tảng cá nhân sâu sắc về những gốc rễ tôn giáo ban đầu của ông và xung đột.

### Philip Zimbardo
Vào năm 2007, Philip Zimbardo cho rằng mọi người có thể hành động theo những cách xấu xa là kết quả của một bản sắc tập thể. Giả thuyết này, dựa trên kinh nghiệm trước đây của ông từ thí nghiệm nhà tù Stanford, đã được xuất bản trong cuốn sách Hiệu ứng Lucifer: Hiểu cách người tốt biến ác.